# Park Chae-eun
Park Chae-eun (Koreaans: 박채은) (10 februari 2003) is een Zuid-Koreaans langebaanschaatsster.
In 2018 schaatste Park bij de junioren op het WK naar een zilveren medaille op de teamsprint en een bronzen medaille op de achtervolging. 
In 2019 startte zij op de Wereldkampioenschappen schaatsen sprint 2019.

## Persoonlijke records[2]
| Afstand    | Tijd    | Datum            | Baan           |
| ---------- | ------- | ---------------- | -------------- |
| 500 meter  | 38,61   | 15 december 2021 | Calgary        |
| 1000 meter | 1.17,86 | 10 maart 2018    | Salt Lake City |
| 1500 meter | 2.00,89 | 9 maart 2018     | Salt Lake City |
| 3000 meter | 4.21,08 | 10 maart 2018    | Salt Lake City |

## Resultaten
| Jaar | WK Sprint               | WK Junioren              |
| ---- | ----------------------- | ------------------------ |
| 2018 |                         | 9e (16e, 14e, 12e, 18e)  |
| 2019 | NS4 (27e, 27e, 27e, NS) | 16e (16e, 20e, 19e, 33e) |

(#, #, #, #) = afstandspositie op sprinttoernooi (500m, 1000m, 500m, 1000m) of op juniorentoernooi (500m, 1500m, 1000m, 3000m).